# プロクルス・ウェルギニウス・トリコストゥス・ルティルス
プロクルス・ウェルギニウス・トリコストゥス・ルティルス（ラテン語: Proculus Verginius Tricostus Rutilus）は共和政ローマ初期の政治家・軍人。紀元前486年に執政官（コンスル）を務めた。

## 出自
父は紀元前502年の執政官オピテル・ウェルギニウス・トリコストゥスと思われる。また紀元前479年の執政官ティトゥス・ウェルギニウス・トリコストゥス・ルティルス、紀元前478年の補充執政官オピテル・ウェルギニウス・エスクィリヌス、紀元前476年の執政官アウルス・ウェルギニウス・トリコストゥス・ルティルスは兄弟と思われる。

## 執政官
紀元前486年に執政官に就任。同僚執政官はスプリウス・カッシウス・ウェケッリヌスで、彼にとって三度目の執政官であった。ルティルスはアエクイ族との戦争を担当することとなり、アエクイ領に侵攻した。農村部のアエクイ人は貴重品と共に都市に避難しており、またアエクイ軍も出撃してこなかったため、農村部で容易に略奪が行えた。ローマに戻ると、同僚のウェケッリヌスが提案した土地分配法に反対した。ウェリケッリヌスは王位を狙っているとして非難され、執政官の任期が切れた翌紀元前485年に裁判にかけられ死刑となった。

## 参考資料
- Taylor, Brian (2008). The rise of the Romans: the rise and fall of the Roman Empire, a chronology: volume one, 753BC-146BC (1. publ. in the UK. ed.). Chalford: Spellmount. ISBN 9781862273481.
- シケリアのディオドロス『歴史叢書』
- ハリカルナッソスのディオニュシオス『ローマ古代誌』
- ティトゥス・リウィウス『ローマ建国史』